# Råneträsks revir
Råneträsks revir var ett skogsförvaltningsområde inom Övre Norrbottens överjägmästardistrikt som omfattade av Gällivare socken i Norrbottens län Spikälvens, Råneälvens och Norr-Lillåns flodområden. Reviret var indelat i fem bevakningstrakter. Det omfattade vid 1910 års slut 141 315 hektar allmänna skogar, varav tre kronoparker om totalt 86 203 hektar.